# Hanna Hopkała
Hanna Hopkała (ur. 12 marca 1936 w Giełczynie) – polska farmaceutka, profesor nauk farmaceutycznych, specjalizująca się w chemii leków i analizie leków.

## Życiorys
W 1954 roku ukończyła Liceum Ogólnokształcące w Łomży, a następnie podjęła studia z zakresu zootechniki na lubelskiej Wyższej Szkole Rolniczej. Po drugim roku studiów przeniosła się na Wydział Farmaceutyczny Akademii Medycznej, gdzie w 1961 roku uzyskała dyplom magistra farmacji. 
Bezpośrednio po studiach podjęła pracę w Zakładzie Chemii Farmaceutycznej AM w Lublinie, z którym związane było całe jej dalsze życie naukowe. Pracowała tam na stanowisku asystenta (1961–1964), starszego asystenta (1964–1970), adiunkta 1970–1995), profesora nadzwyczajnego (1995–1999) oraz profesora zwyczajnego (od 1999 do przejścia na emeryturę w 2006).
W 1970 roku obroniła dysertację doktorską Reakcje 2-merkaptobenzotiazolu, 2-merkaptobenzoimidazolu i 2-merkaptobenzooksazolu z jonami niektórych metali i ich zastosowanie analityczne pod kierunkiem prof. dra hab. Lecha Przyborowskiego. W 1991 roku habilitowała się na podstawie rozprawy Budowa i zastosowanie w analizie farmaceutycznej jonoselektywnych elektrod. W 1999 roku uzyskała tytuł profesora nauk farmaceutycznych. Jest specjalistką z zakresu analityki farmaceutycznej (I stopień w 1995, drugi w 1997).
Od 1996 do przejścia na emeryturę była kierownikiem Katedry i Zakładu Chemii Leków AM w Lublinie. W latach 1993–1999 pełniła funkcję prodziekana Wydziału Farmaceutycznego, a następnie od 1999 do 2006 dziekana tego wydziału.
Autorka ponad 50 prac naukowych (głównie z zakresu zastosowania elektrod jonoselektywnych w farmacji), monografii Farmakopei Polskiej V, promotor 6 prac doktorskich, recenzent 12 prac doktorskich i 2 przewodów habilitacyjnych. 
Wieloletni członek Komisji Analizy Leków Komitetu Terapii i Nauk o Leku PAN.

## Odznaczenia
- Krzyż Kawalerski Orderu Odrodzenia Polski (2005)[2]
- Medal im. I. Łukasiewicza (2001)[3]